# Ghiacciaio Rhone
Il ghiacciaio Rhone è un ghiacciaio lungo circa 12 km situato nella regione centro-occidentale della Dipendenza di Ross, in Antartide. Il ghiacciaio, il cui punto più alto si trova a circa 1800 m s.l.m., si trova in particolare nella zona orientale della dorsale Asgard, dove fluisce verso sud-est partendo dal versante meridionale del picco Vogler e scorrendo tra il versante occidentale del monte J. J. Thomson e quello orientale dei colli Hendy, parallelamente al ghiacciaio Matterhorn, a est, per poi scorrere giù per versante nord-occidentale della valle di Taylor fino a giungere molto vicino al termine del ghiacciaio Taylor, situato sul fondo della valle.

## Storia
Il ghiacciaio Rhone è stato mappato dalla squadra occidentale della spedizione Terra Nova, condotta dal 1910 al 1913 e comandata dal capitano Robert Falcon Scott, tuttavia è stato così battezzato solo in seguito dal geologo statunitense Troy L. Pewe, il quale nel dicembre 1957 fu il primo a effettuare diversi studi sul ghiacciaio, in omaggio al ghiacciaio del Rodano (chiamato "Rhone" in tedesco), situato in Svizzera.

## Mappe

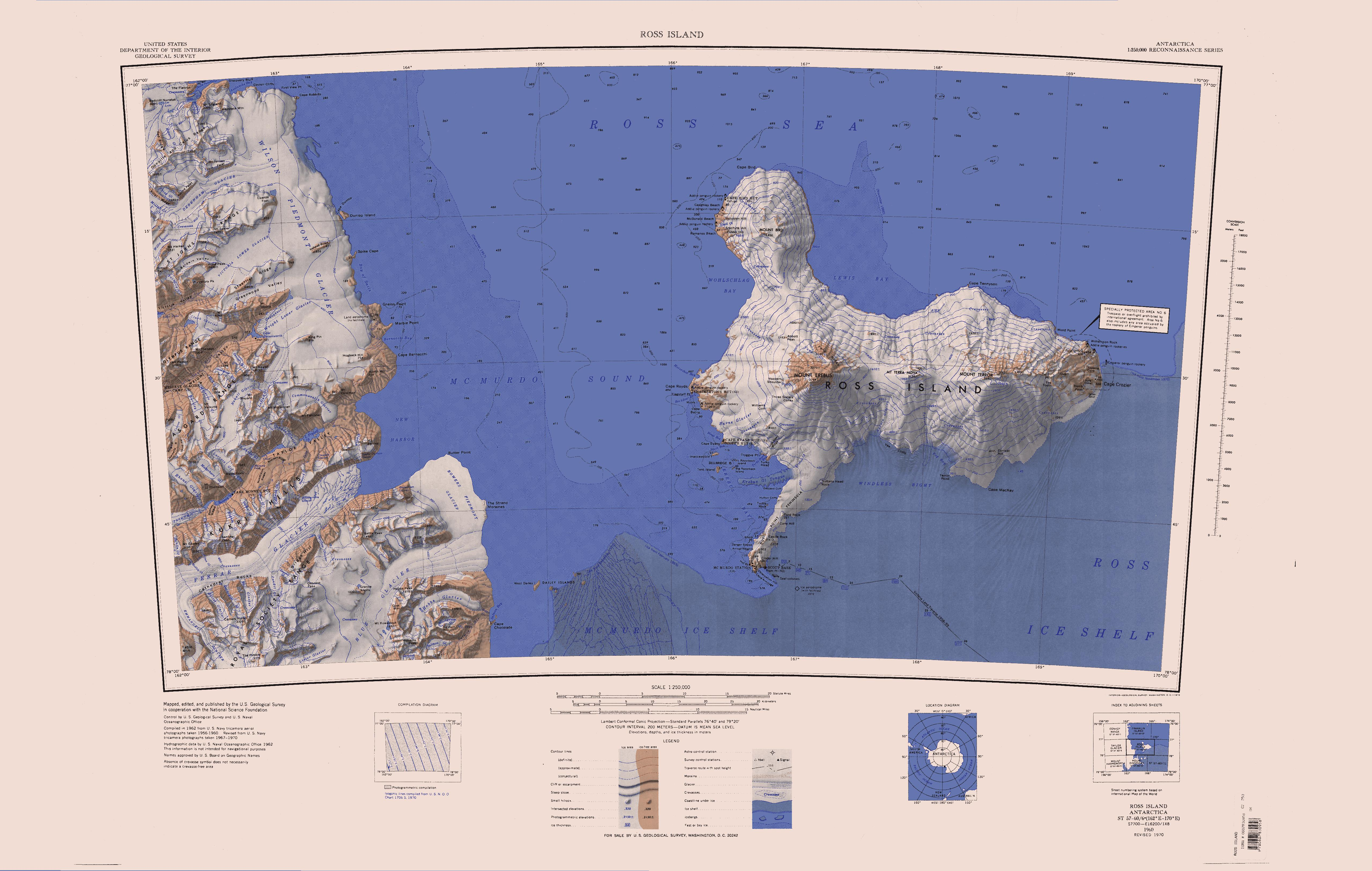
Nella parte sud-occidentale di questa mappa in scala 1:250 000 realizzata dallo USGS è possibile vedere il flusso del ghiacciaio Rhone.